# Numerus clausus (Recht)
Numerus clausus (von lateinisch numerus ‚Zahl‘, ‚Anzahl‘ und clausus ‚geschlossen‘) bezeichnet in der Rechtswissenschaft eine abschließende Anzahl an Rechtsformen. Er ist allgemeines Merkmal der absoluten Rechte. Nach Inhalt und Art sind die dinglichen Berechtigungen durch Gesetz beziehungsweise Gewohnheitsrecht abschließend normiert. Das Numerus clausus-Prinzip findet im Gesetz keine ausdrückliche Erwähnung, liegt den maßgeblichen Bestimmungen gleichwohl zugrunde.
Die geschlossene Darstellung des Sachenrechts geht auf den römischen Juristen Gaius im 2. Jh. n. Chr. zurück. Der Denkansatz setzte sich mit dem Pandektenrecht des 19. Jahrhunderts allgemein durch. Ein numerus clausus dient im Sinne der Rechtsanwender der Rechtsklarheit im  Rechtsverkehr, indem es über den beschränkten Umfang der Rechtsformen die inhaltliche Gestaltungsfreiheit auf eine überschaubare Zahl reduziert. Der Rechtsverkehr soll dadurch vor versehentlichen Rechtsverletzungen bewahrt werden, die auf Unkenntnis über die Schutzreichweite beruht. Da Eigentumsrechte gegen jeden Dritten wirken, müssen sie, um von jedermann beachtet werden zu können, als dingliche Rechte (leges in rem) einer begrenzten Zahl standardisierter Formen, also einem numerus clausus genügen. Hervorzuheben ist, dass das Numerus-clausus-Prinzip kein übergeordneter „verfassungsgleicher“ Rechtssatz ist. Wenn zur Diskussion steht, ob der Kanon der Rechte des Eigentums durch den Gesetzgeber basierend auf Art. 14 Abs. 1 Satz 2 GG erweitert werden soll, geht eine Berufung auf das Numerus-clausus-Prinzip fehl.

## Sachenrecht
Im Sachenrecht gibt es nur eine, vom Gesetzgeber definierte Zahl von dinglichen Rechten mit einfachgesetzlich vorgeschriebenem Inhalt und Schranken (Typenzwang). Die im dritten Buch des BGB aufgezählten Rechtspositionen dürfen durch die Parteien nicht erweitert werden. Es besteht keine Gestaltungsfreiheit, nach dem Grundsatz, dass die vorhandenen Sachenrechte durch Rechtsanwender nicht, beziehungsweise nur in engen Grenzen inhaltlich abgeändert, gemischt oder kumuliert werden dürfen (Typenfixierung). Es existierten einige von der Rechtsprechung entwickelte Ausnahmen, so Sicherungseigentum; Anwartschaft und Anwartschaftsrecht. Diese Institute fallen unter Gewohnheitsrecht.

## Immaterialgüterrecht
Im Kanon der Immaterialgüterrechte ist der Konflikt zwischen Eigentumsrechten einerseits und Freiheitsausübung andererseits unausweichlich. Daher muss nach deutschem und schweizerischem Verständnis der für die Freiheitsausübung verbleibende Raum durch den Gesetzgeber einfachgesetzlich festgelegt werden. Die gesetzliche Anerkennung ausgewählter Immaterialgüterrechte beruht auf einer für jede Rechtsform individuell durchgeführte Abwägung des Gesetzgebers zwischen dem Bestreben einen angemessenen Schutz des Rechtsinhabers zu gewährleisten sowie über die Ausgestaltung der Schutzvoraussetzungen und Schranken Immaterialgüter zur Förderung eines geistigen Entwicklungsprozesses für die Allgemeinheit freizuhalten. Diesen zeitlich und inhaltlich beschränkten Monopolrechten steht das Grundprinzip des freien Kopierrechts der Allgemeinheit (the „right to copy“) gegenüber, auf dem unser freies Wirtschaftssystem letztlich basiert.